# Manos Hadjidakis
Manos Hadjidakis, traslitterato anche come Manos Hatzidakis (AFI: [ˈmanos xad͡ziˈðacis]) (in greco: Μάνος Χατζιδάκις; Xanthi, 23 ottobre 1925 – Atene, 15 giugno 1994), è stato un compositore, pianista e direttore d'orchestra greco.

## Biografia
Nel 1960 vinse il Premio Oscar per la miglior canzone con il brano Ta pedià tou Pireà (I ragazzi del Pireo) tratto dal film Mai di domenica diretto da Jules Dassin e con la partecipazione di Melina Merkouri facendo conoscere con larghissimo anticipo dal successivo Zorba il greco con le musiche del più noto Mikīs Theodōrakīs oltre i confini della angusta Grecia un'identità musicale particolarmente interessante e piena di affettività popolare. Una della colonne sonore più imponenti e belle della cinematografia mondiale è la partitura che egli compose per il film di Elia Kazan America America, in Italia noto come Il ribelle dell'Anatolia del 1963, un esempio raro di originalità melodica e compositiva che si fonde con la realtà affettiva interna dei personaggi in ogni sequenza di questa epopea cinematografica.
Dotato di talento e di uno spiccato senso per la invenzione melodica, scelse prevalentemente la forma "canzone" mettendo in musica importanti poeti greci tra cui due premi Nobel per la letteratura quali Elytis e Seferis e ancora di altri poeti importanti come Kavafis e Gkàtsos. Fondatore della Orchestra Sperimentale di Atene e della più recente Orchestra of Colours tuttora in attività.
La sua vita, ricca di avvenimenti, fu caratterizzata da una vis polemica che certamente non facilitò la sua diffusione pari alla sua originalità. Altrettanto contribuì la sua scelta di musicare testi apertamente omoerotici, basati anche sul suo orientamento sessuale, anche se molti di questi testi per ragazzi furono poi interpretati da donne, smorzando così almeno in parte il loro carattere "scandaloso" (per l'epoca). 
Svolse anche le attività di pianista e direttore d'orchestra (notevolissima la sua Traviata nel teatro d'opera di Bruxelles con la regia di Maurice Béjart e del soprano greco Vasso Papantoniou nel ruolo della protagonista) e fu anche direttore artistico della Radio3 greca dopo la liberazione dalla dittatura dei colonnelli.